# ロバート・メイプルソープ
ロバート・メイプルソープ（Robert Mapplethorpe、1946年11月4日 - 1989年3月9日）はアメリカ・ニューヨーク州ロングアイランド生まれの写真家。ブルックリンのプラット・インスティテュートでグラフィックアート、絵画、彫刻を学ぶ。在学中「パンクの女王」ことパティ・スミスと暮らす。美術コレクターのサム・ワグスタッフに見出される。
花やヌード、セルフポートレイトなどのモノクロ写真が有名。1986年にエイズとわかり、3年後に死去。42歳没。率直で官能的な中期の作品が公費で購入される芸術作品としてふさわしいものかどうかの論議を呼んだ。

## 日本における写真集輸入禁止裁判
1992年8月、ソフト開発会社社長の男性がニューヨーク所在のホイットニー美術館が1988年7月から10月に開いた回顧展のカタログの写真集である「Robert Mapplethorpe」を輸入しようとしたところ、東京税関長から輸入禁制品に該当する旨の通知を受けた。社長は1993年6月1日、東京地方裁判所に処分取消等を求め提訴。1審の1994年10月27日東京地裁判決、2審の1995年10月31日東京高等裁判所判決ともに原告の請求を棄却した。1999年2月23日最高裁判所第三小法廷判決も原告の請求を棄却したが、尾崎行信裁判官と元原利文裁判官が反対意見を述べた。
1999年9月、出版社社長の男性が国内で販売されていた写真集『Mapplethorpe』をいったん国外に持ち出したところ、帰国時に成田空港の税関で「わいせつ」と判断され、持ち込みを禁じられる事件が起こる。2002年1月、一審東京地裁は「すでに国内で芸術的な書籍として流通していた」として禁制品に当たらないとし、輸入禁止処分取り消す。2003年3月、二審東京高裁は「男性の性器を露骨に写したわいせつな図画だ」と認定し、一審判決を取り消して請求を棄却。被告が上告したため、2008年1月、日本の最高裁判所は口頭弁論を実施。2月19日、最高裁は二審を破棄した上で日本国内への持ち込みを禁じた税関の処分取り消しを命じ、国側敗訴が確定した。

## 主な写真集
- BLACK MALES 1980年
- Lady, Lisa Lyon 1983年
- ロバート・メイプルソープ写真集 PARCO出版、1987年
- メイプルソープと美神たち JICC出版局 ジョーン・ディディオン文 1989年
- Mapplethorpe 1992年
- メイプルソープの花 JICC出版局、1992年

## 関連作品
- メイプルソープとコレクター - サム・ワグスタッフとメイプルソープのドキュメンタリー映画。